# 张贤达
张贤达（1946年5月10日—2020年3月2日），男，江西兴国人，中国信号处理专家，清华大学教授。长期从事信号与信息处理教学与科研工作。

## 生平
1946年生于江西省兴国县。本科毕业于西北电讯工程学院雷达导航系雷达专业，后在甘肃5203厂工作。1982年获哈尔滨工业大学工学硕士学位，1987年获日本东北大学工学博士学位。曾任航空工业部304研究所高级工程师、研究员。1990年至1991年在美国从事博士后研究。1992年9月起任清华大学自动化系教授，1993年获批博士生导师，享受国务院政府特殊津贴。1997年获国家科委颁发的国家自然科学奖四等奖。1999年获评教育部首批长江学者，在西安电子科技大学任特聘教授三年。
2020年3月2日14时17分在北京逝世，终年73岁。

## 著作
出版有《现代信号处理》和《矩阵分析与应用》等教材。